# Vacuole (géologie)
Pour les vacuoles en biologie, voir Vacuole.

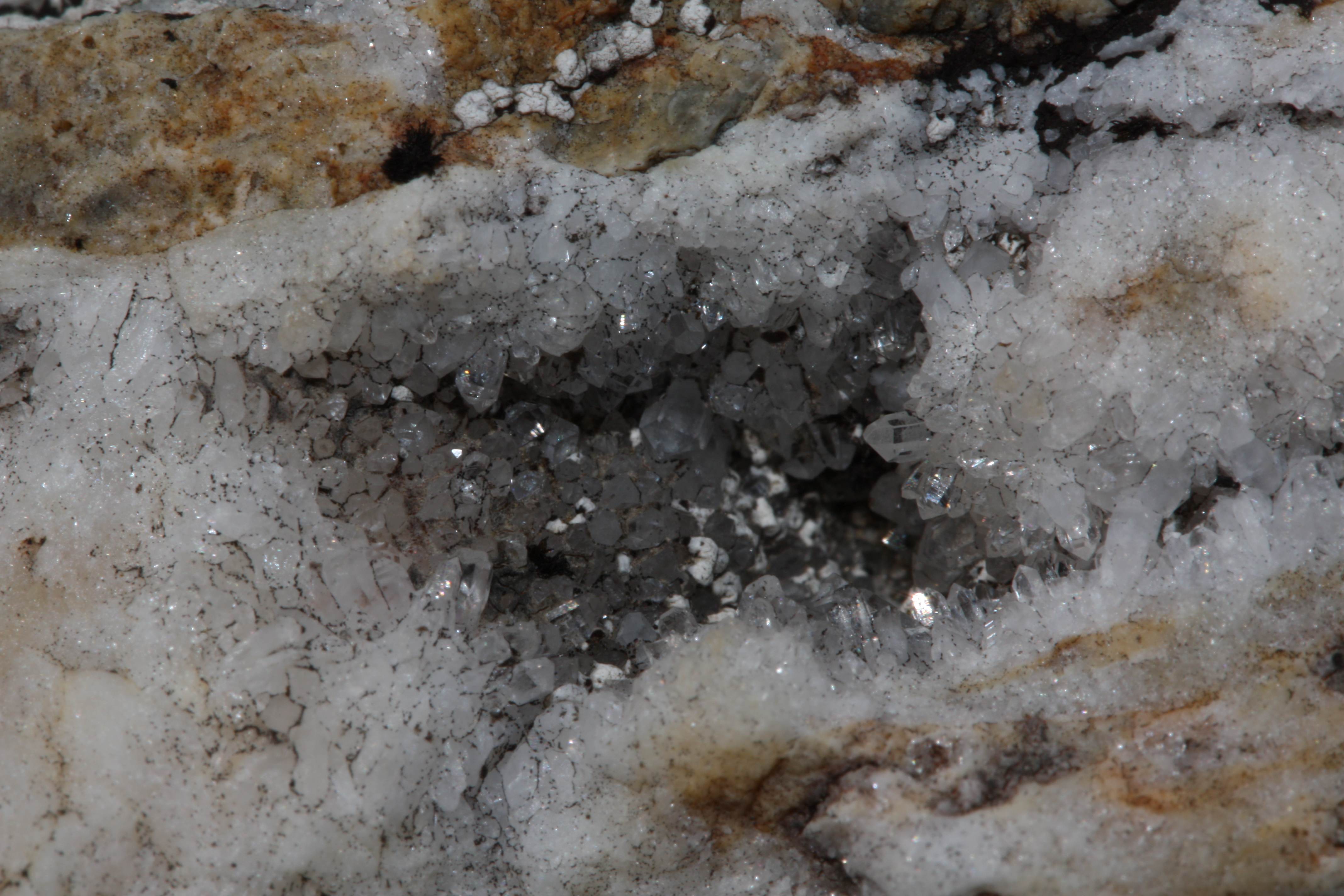
Vacuole partiellement remplie de cristaux de quartz. Research Natural Area de Perry Creek (Washington, États-Unis), dans la chaîne des Cascades.

En géologie, une vacuole est une cavité à l'intérieur de la roche, de taille petite à moyenne. Elle peut être formée par une variété de processus. Le plus souvent, les déchirures et fissures ouvertes par l'activité tectonique (plis et failles) sont partiellement remplies par du quartz, de la calcite et d'autres minéraux secondaires. Les espaces ouverts dans d'anciennes brèches d'effondrement sont une autre source importante de vacuoles. Il peut aussi s'en former lorsque des cristaux ou des fossiles à l'intérieur d'une matrice rocheuse sont ultérieurement éliminés par des processus d'érosion ou de dissolution, laissant des vides irréguliers. Les surfaces internes de ces vacuoles sont souvent recouvertes d'une druse cristalline. Les cristaux fins se trouvent souvent dans les vacuoles où l'espace ouvert permet le libre développement de la forme cristalline externe. Le terme vacuole n'est pas appliqué aux veines et fissures qui se sont complètement remplies, mais peut être appliqué à toutes les petites cavités dans ces veines. Les géodes sont des roches contenant des vacuoles, bien que ce terme soit généralement réservé aux cavités cristallines plus arrondies dans les roches sédimentaires et les laves anciennes.
Les vacuoles sont aussi connues sous leur nom anglais de vug, vugh ou vugg (prononcé / v ʌ ɡ / ) . Le mot vug a été introduit dans la langue anglaise par les mineurs de Cornouailles, depuis l'époque où les Cornouailles était un important fournisseur d' étain. Le mot cornique était vooga, qui signifiait « caverne ».

## Images

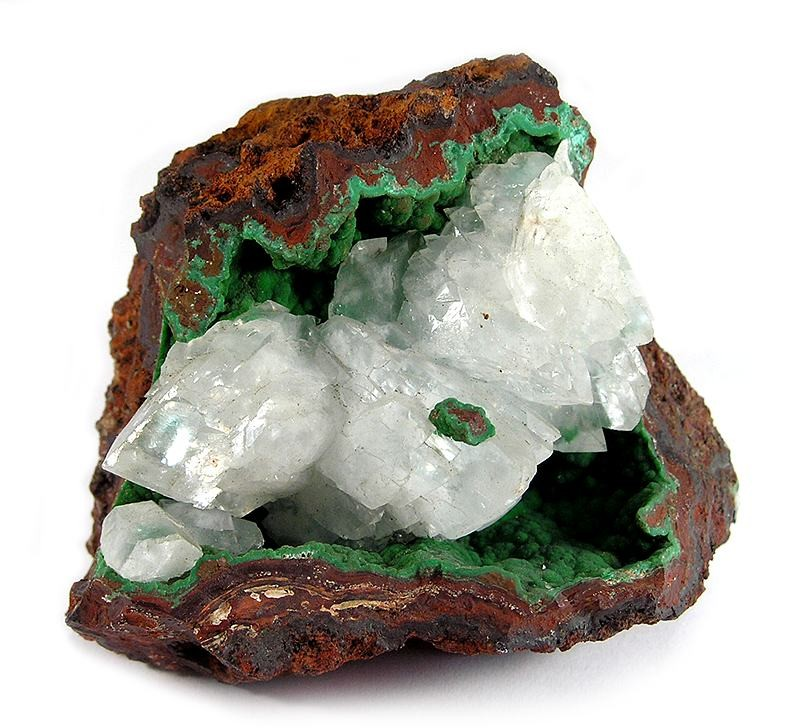
Une vacuole dans la matrice de limonite est l'hôte d'une couche de botryoïdes verts de conichalcite et de losanges incolores et translucides de calcite.
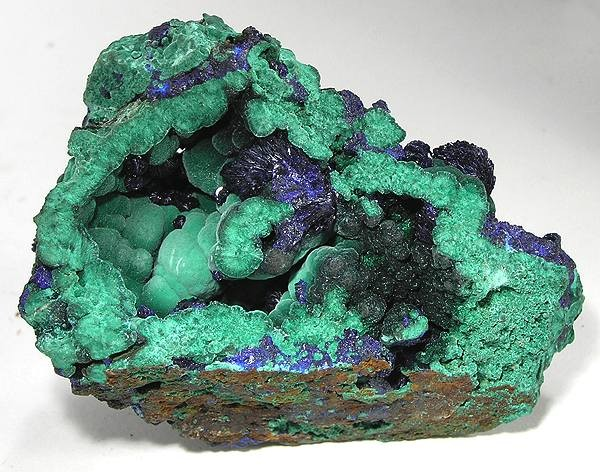
Vacuole avec rosaces d'azurite bleu profond sur un champ de malachite.
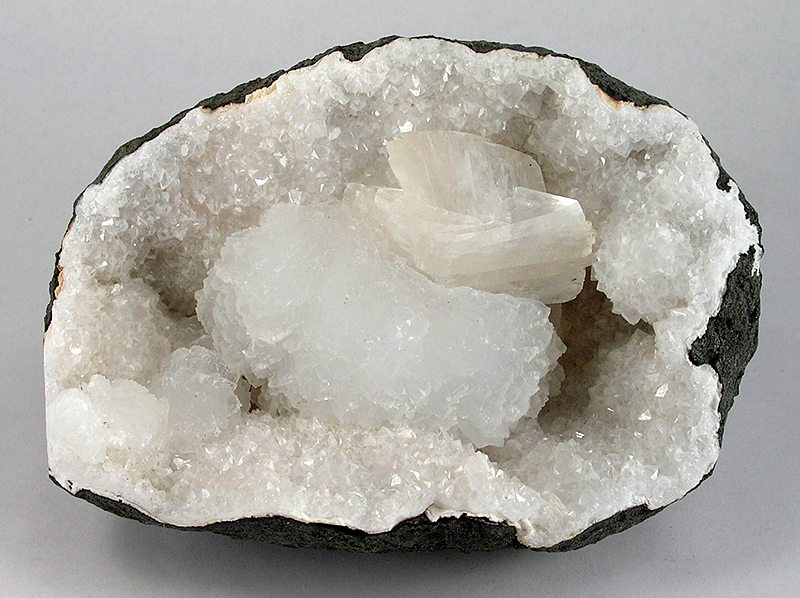
Goosecreekite avec heulandite-Ca sur quartz.
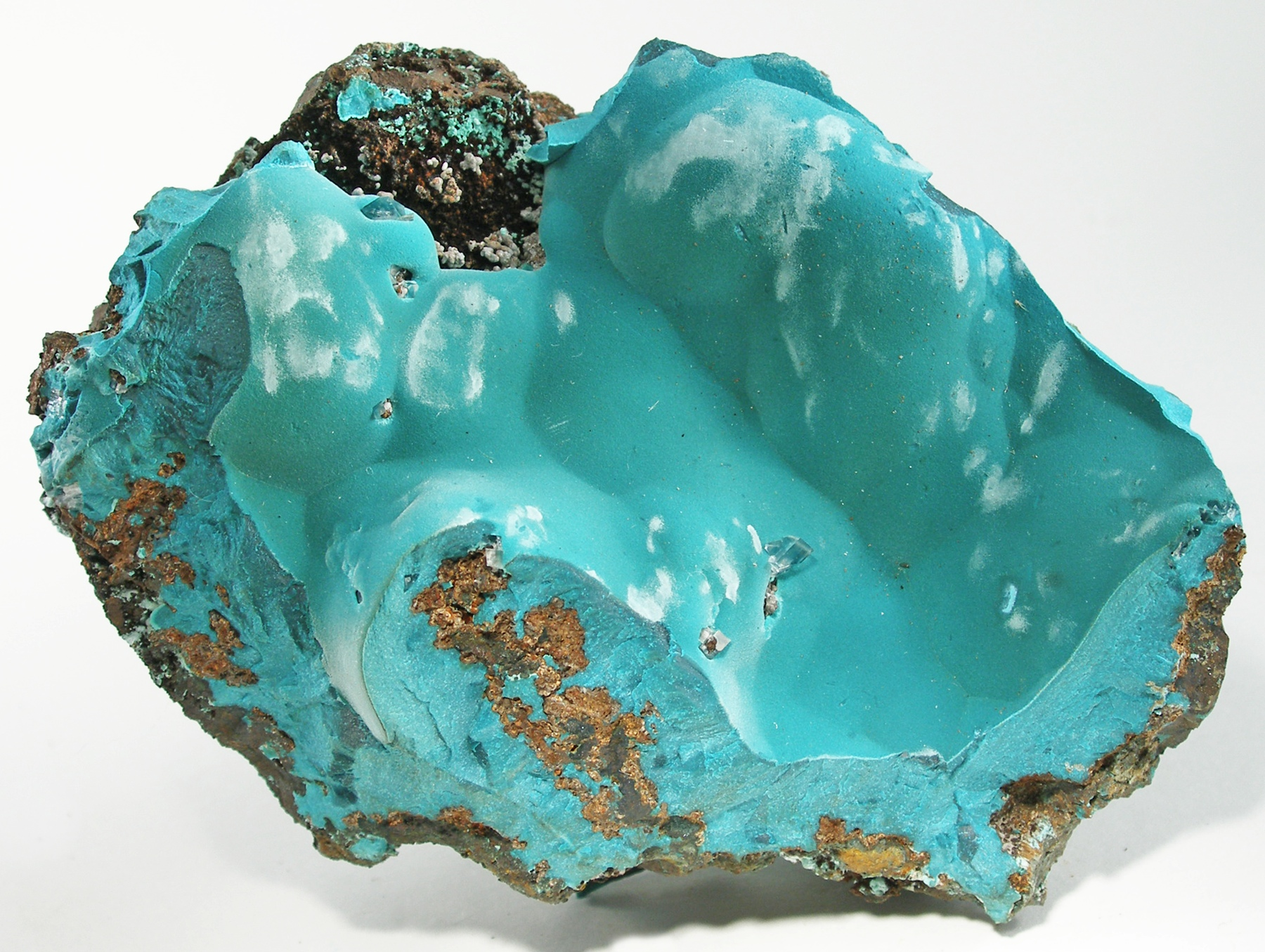
Botryoïde entrelacé de rosasite bleu-vert à l'intérieur de la courbe d'une vacuole de limonite.
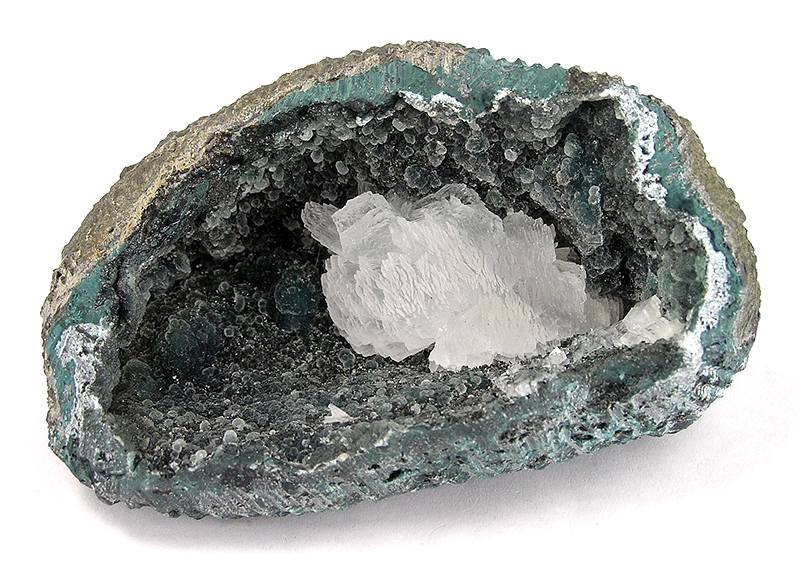
Exemple d'espace ouvert dans une vacuole permettant la formation de minéraux cristallisés.
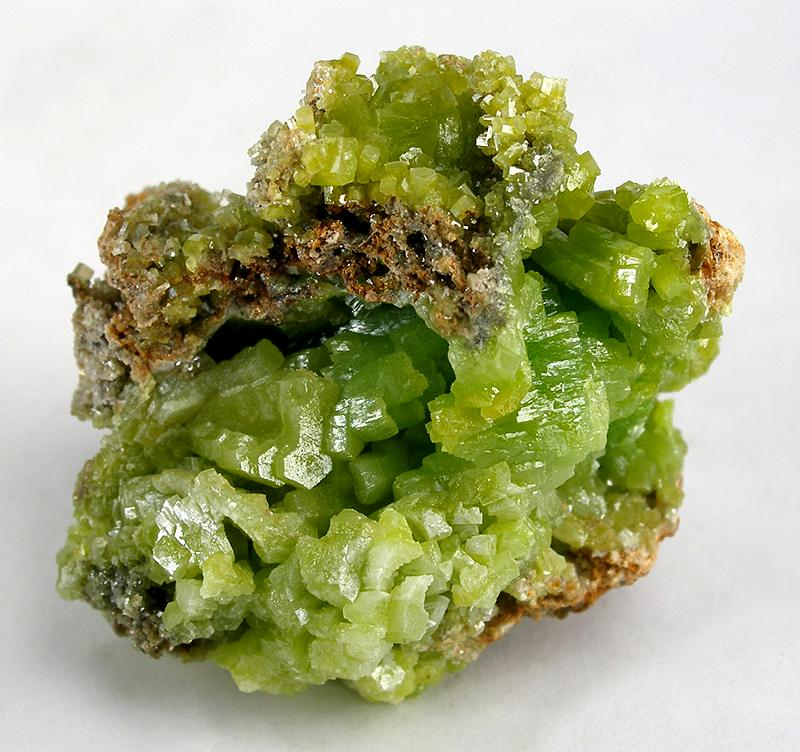
Amas de pyromorphite vert pomme sur matrice de limonite.
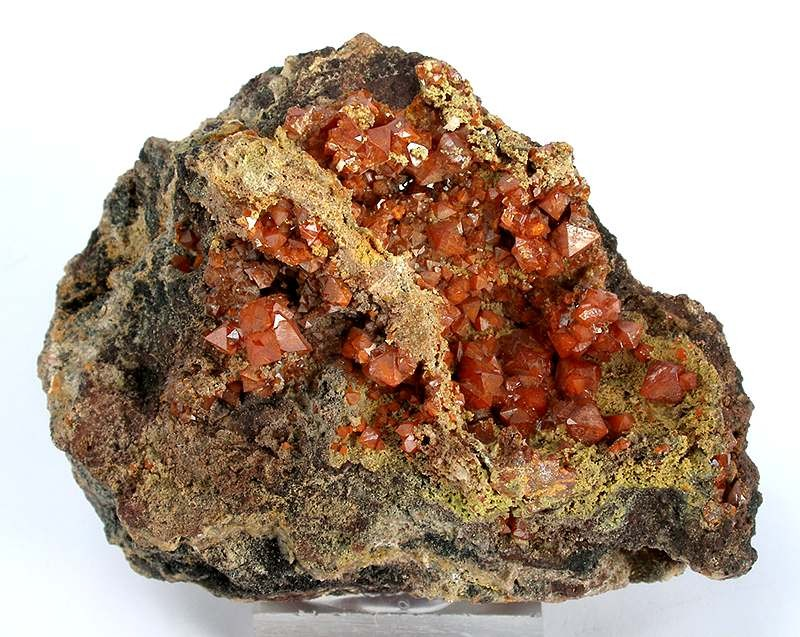
Vacuole dans une matrice limonitique, l'hôte de cristaux bi-pyramidaux, rouge brunâtre de wulfénite.
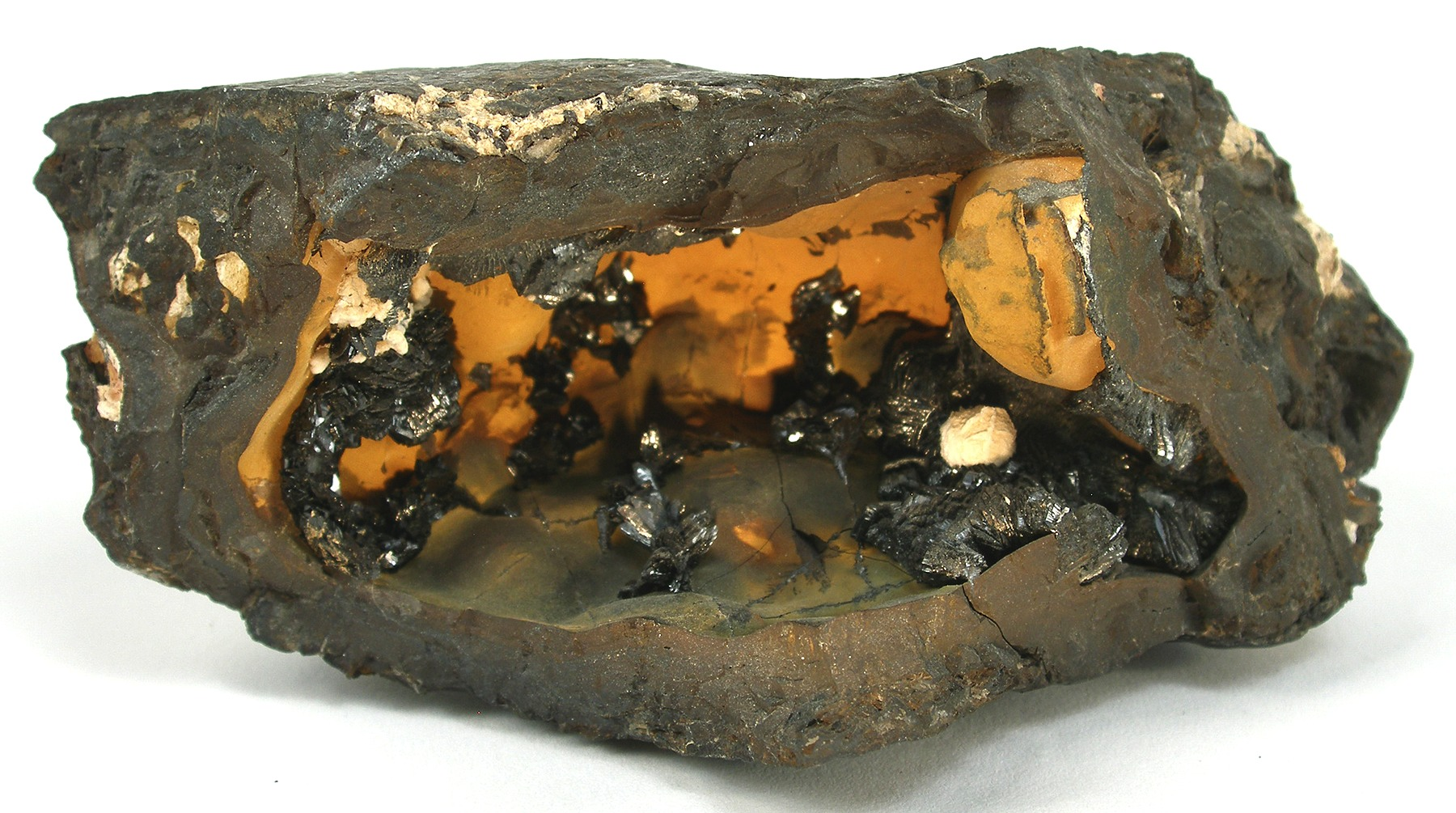
Groutite cristallisée éparpillée sur une vacuole.
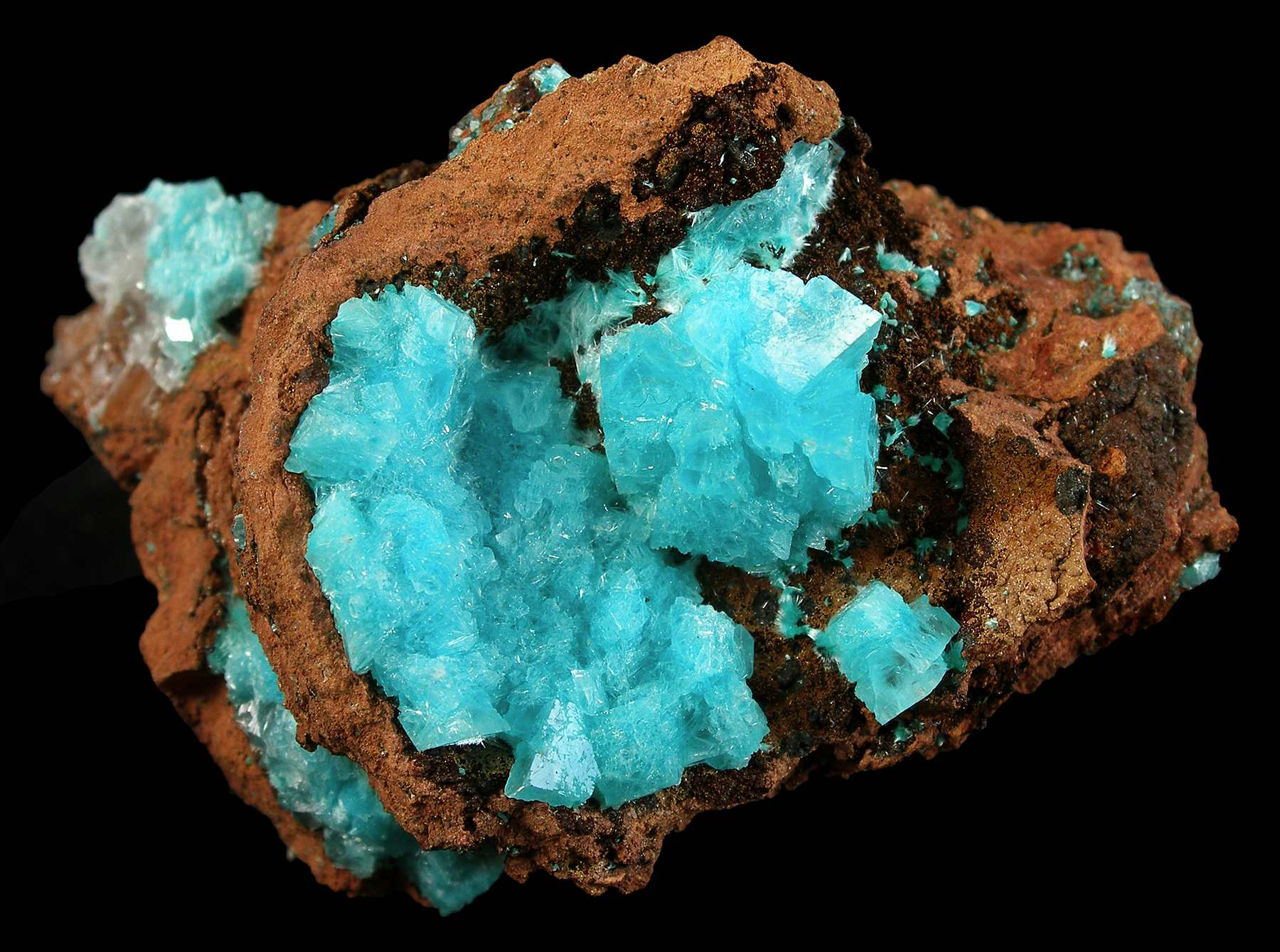
Dans une vacuole de limonite se trouvent des amas de calcite rhomboédrique avec des inclusions d'aurichalcite fibreuse.
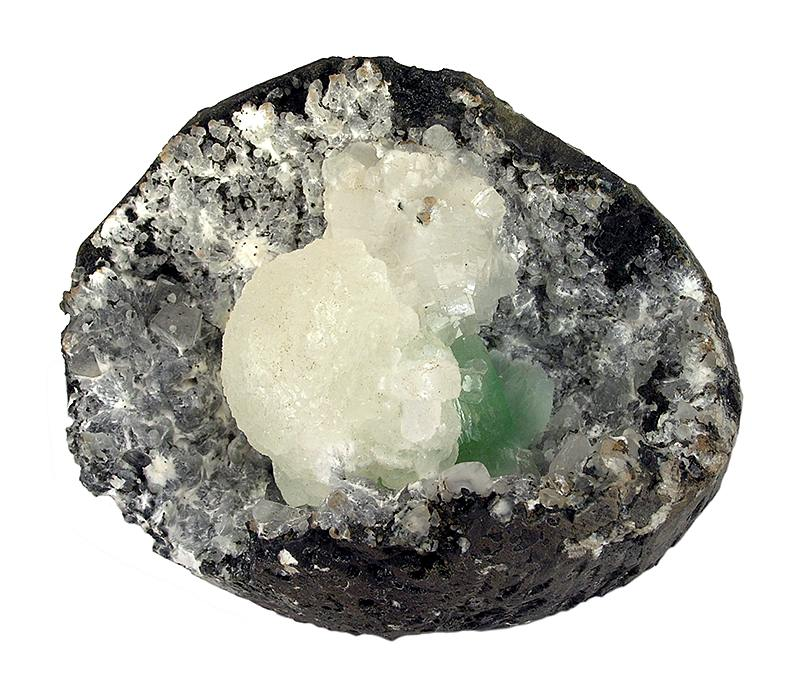
Stellerite, épistilbite et éluorapophyllite dans une vacuole basaltique.
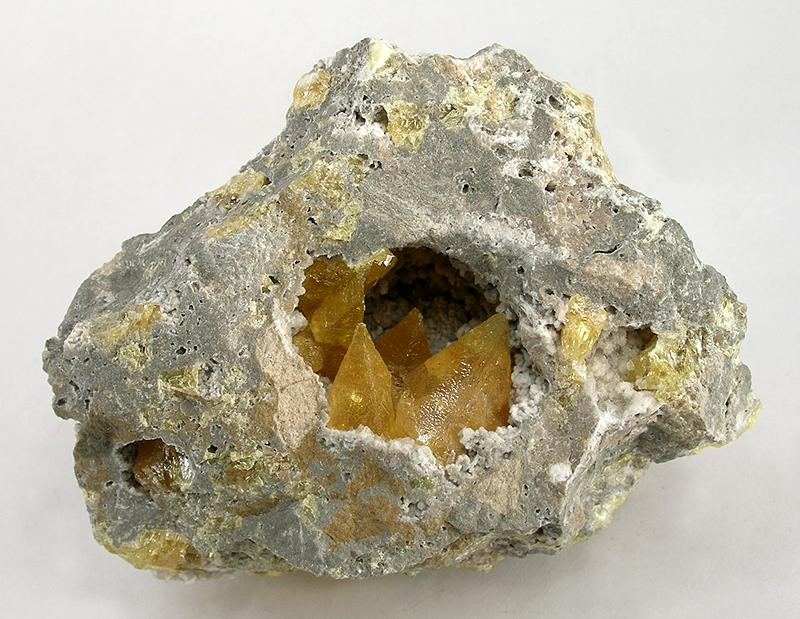
Nichés dans une vacuole, cinq cristaux de soufre jaune d'or.
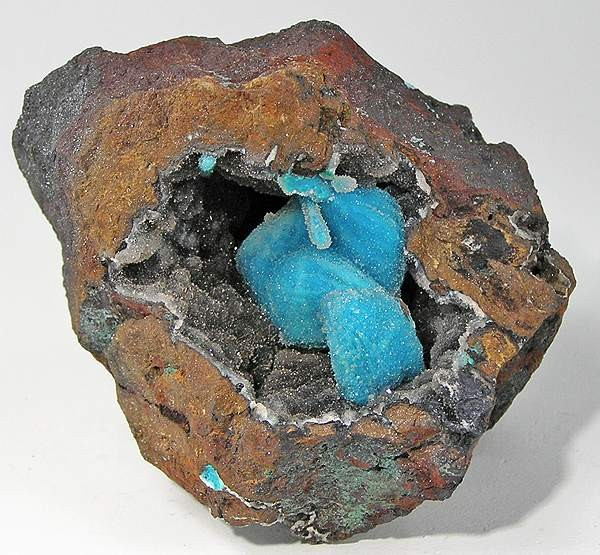
Dans une poche ouverte dans une matrice de limonite, amas de chrysocolle bleue recouverte de quartz drusique.